# Административный департамент штата Миннесота
Административный департамент штата Миннесота (Admin) — государственное агентство (исполнительный департамент), осуществляющее общее руководство исполнительной ветвью власти в Миннесоте. Был создан в 1939 году разделением Комиссии по административным и финансовым вопросам на Административный департамент и Бюро управления и финансов Миннесоты.
В функции департамента входит управление государственными закупками, разработка и продвижение методов по оптимизации затрат на них, общий надзор за принадлежащим штату недвижимым имуществом, прямой контроль за планированием, землепользованием и зонированием территории в столице штата городе Сент-Пол, консультации и обучение специалистов из других департаментов правительства Миннесоты по указанным вопросам. Кроме того, отдельными законами департаменту поручен ряд специальных вопросов, таких как управление губернаторским советом по проблемам инвалидности, демографическим центром Миннесоты, археологической службой штата и т.п.. Реконструкция Капитолия штата Миннесота (с 2013 по 2017 год, общая стоимость составила 310 миллионов долларов) проводилась по заказу и под надзором департамента.